# NGC 2701
NGC 2701 est une galaxie spirale intermédiaire située dans la constellation de la Grande Ourse. NGC 2701 a été découverte par l'astronome germano-britannique William Herschel en 1790.

## Caractéristiques
La classe de luminosité de NGC 2701 est III et elle présente une large raie HI. De plus, c'est une galaxie du champ, c'est-à-dire qu'elle n'appartient pas à un amas et qu'elle est donc gravitationnellement isolée.

### Distance
Sa vitesse par rapport au fond diffus cosmologique est de 2 478 ± 10 km/s, ce qui correspond à une distance de Hubble de 36,5 ± 2,6 Mpc (∼119 millions d'al).
À ce jour, 25 mesures non basées sur le décalage vers le rouge (redshift) donnent une distance de 33,352 ± 9,396 Mpc (∼109 millions d'al), ce qui est à l'intérieur des valeurs de la distance de Hubble.

### Classification
Le professeur Seligman et Wolfgang Steinicke classent cette galaxie comme une spirale barrée, mais on ne voit pas de barre sur l'image de l'étude SDSS. La classification de spirale intermédiaire donnée par la base de données NASA/IPAC semble convenir mieux à cette galaxie.